# Lewis and Clark National Historic Trail

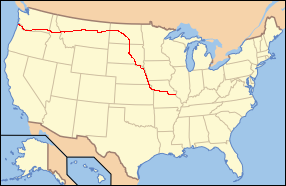
Karte des Lewis and Clark National Historic Trail

Der Lewis and Clark National Historic Trail ist Teil des National Trails System der Vereinigten Staaten von Amerika. Er erinnert an die Expedition im Jahre 1804, als Meriwether Lewis und William Clark aufbrachen, um die Pazifikküste des amerikanischen Kontinents zu erreichen. Die Ausrüstung der 45 Mann starken Expedition umfasste ein Keelboat und zwei Pirogen. Sie startete von Camp Dubois, das in der Nähe von Hartford im heutigen Illinois liegt.
Präsident Thomas Jefferson war während seiner Amtszeit stets vom Westen der USA begeistert und interessierte sich vor allem für die Fauna, Flora und Bodenschätze, die dieser damals unerforschte Teil des Kontinents bereithielt. Zudem war er an einer Handelsroute nach Fernost interessiert. Aus diesem Grund bat er 1803 den amerikanischen Kongress persönlich um Fördermittel für die Expedition. Lewis und Clark wurden angehalten, alle Vorkommnisse und Begegnungen in einem Reisebericht festzuhalten – dazu gehörten geographische Karten, Tierskizzen und Notizen zu fremden Völkern. Insgesamt bereisten sie ein Gebiet, das heute zu 11 Staaten der USA gehört (Illinois, Missouri, Kansas, Iowa, Nebraska, South Dakota, North Dakota, Montana, Idaho, Oregon, Washington).
Der historische Trail folgt der Route von Lewis und Clark und orientiert sich von seinem Ausgangspunkt in Hartford, meist an den Flüssen Missouri und Columbia. Mit seinen 3700 Meilen (5950 km) ist der Lewis and Clark Historic Trail der zweitlängste der 23 Historic Trails der USA. In Great Falls in Montana befindet sich das Lewis and Clark National Historic Trail Interpretive Center ein Besucherzentrum zum Trail, mit Ausstellungen zu der Expedition und zu Sehenswürdigkeiten am Trail. Das Zentrum wird vom Landwirtschaftsministerium der Vereinigten Staaten (USDA) betrieben.